# Látlak (novelláskötet)

A Látlak Vonnák Diána novelláskötete, elsőként megjelent könyve. Kiadta a Jelenkor Kiadó 2021-ben, bemutatták 2021. szeptember 24-én a Margó Irodalmi Fesztiválon.
A könyv tizenhét rövid novellából áll, három ciklusba rendezve. Mai élethelyzetek a világ különböző pontján, többnyire női sorsok és kapcsolatok – anya-lánya, két nővér, két barátnő – kelnek életre bennük. A történeteket nem egy kívülálló, hanem mindig az egyik résztvevő mondja el. Erre a személyes jelenlétre a könyv és egy-egy novella címe is utal.

## Tartalom
A figyelmemet követeli
- Akklimatizáció
- Préda
- Ár ellen
- Röpképtelen madár
- Kármentesítés
- Hazáig nyoma sincs

Vér és víz
- Apály
- Tengeribetegség
- Közel menni
- Ugyanaz a vér kering
- Mintha az árnyékom lennél
- Mozdulatlan víztükör
- Dagály

Meddig érünk el
- A tajgáig gyaloglok
- Nem jutottunk valami messzire
- Két halál
- Én itt vagyok, te hol vagy

## A kötetről
Az első részben szerepel néhány különc vagy különös alak is. 
- Egy kopottas asszony az önkiszolgálóban rendszeresen és szó nélkül leemel egy falatot mindig ugyanannak a nőnek (az elbeszélőnek) a tányérjáról; amikor karácsony előtt pénzt is kínálnak neki, sértetten elvonul. (Préda).
- Csuklótörése után Gréti, az evezőslány nem kezdte újra az edzéseket; elutasítja a kényszerű cselekvést, az alvást és az ételt is megtagadja magától („undorodik”), még evezős-párja, Eni segítségét is csapdának tartja. (Ár ellen).
- Egy 12 éves gyerek otthagyja önpusztító anyját, aki úgy szerez „egy kis szabadság”-ot magának, hogy hét napja altatókkal és sütőrummal mérgezi magát. (A tajgáig gyaloglok).
- A Madár becenevű srác ismétlődő épületmászásaival igyekszik feltűnni, kiemelkedni környezetéből, most épp a Moszkva híd csúcsára mászik fel, osztálytársa lelkesen segíti. (Röpképtelen madár).
- Kátya, az ukrán egyetemista mániákusan filmezi a kijevi felkelők tüntetéseit, szinte felolvad az utca és a történelmi események forgatagában. (Közel menni).

Több olyan történet is van, melynek női hőse ideiglenesen vagy végleg eljött otthonról és másik országban keres/talál boldogulást.
- Az angoltanárnő felmondott és egy buddhista kolostor-faluba utazott tanítani, mert „ott értelme is van”, és mert „szegénynek lenni máshol is lehet”. (Akklimatizáció).
- A zenetanárnő Brassóból egy arab családhoz szegődött, hátha ott hozzásegítik egy koncert szerződéhez, mert egyedül neveli a fiát, és így otthon nem tudna megélni. Ugyanitt említik az araboknál szolgáló etióp cselédlányt, aki „híg kávét főz, de elnézik neki, mert jó melle van.” (Mintha az árnyékom lennél).
- Az építésznő azért dolgozik ukrajnai projekten, mert otthon nem lehet igazi tervezői munkákhoz jutni; itt viszont minden idegen, nyomasztó, és úgy érzi, a lebontott vegyigyár rákkeltő talajára „értelmetlen és kegyetlenség” kultúrközpontot építeni. (Kármentesítés).
- Az idősödő nők és a szülőföld végleges elhagyásának témája együtt jelenik meg a Mozdulatlan víztükör című novellában; „nők a vérszagban” – mondja húsz éve Angliában élő barátnőjének (az elbeszélőnek) Magda, amikor végignézik, ahogy Hóka kutya megszüli kölykeit. (Mozdulatlan víztükör).

A női kiszolgáltatottság sűrítve jelenik meg egy orosz (ukrán?) asszony alakjában, aki lombikbébi program keretében béranyasági szerződéssel idegenek számára hordja ki a gyerekét. Ő csupán hazudja az otthoniaknak, hogy külföldön, Milánóban dolgozik. (Ugyanaz a vér kering).
Két novella alaptémája is a női homoszexualitás. Az egyik a Tengeribetegség, bár ez sokkal inkább egy bonyolult anya-lánya kapcsolat érzékletes rajza. A tengeri hajóúton az anya – „a saját élete sztárja” – csak egyetlen dologról nem akar hallani, épp, amiért 24 éves lánya ide elhívta: hogy Anna elhagyta.
A Dagály hősnője hatéves lányával és kutyájukkal egy csendes tengerparti faluba költözött. Itt váratlanul találkozik a magányos Emily-vel, mindketten leszbikusok, még egyetemistaként közös gyereket szerettek volna. Most egyszerre átjárja a boldogság, hogy neki itt van Juli, akit inszemináció útján szült meg. Kitörő örömében úszik egyet Gyulával, a labradorral a fagyos tengerben.
Legalább két fontos férfihős is van a novellákban, mindkettő a tengerrel van kapcsolatban:
- Szinte kivonult a világból a dél-ukrajnai folyótorkolatnál sátorban élő öreg, Vaszil Pantelijovics. Kissé zavaros beszédéből fokozatosan bomlik ki a felesége által a házából kitúrt férj („De hogy nő a másik nővel”) és a hazáját is elvesztő („elcsatolták”) mérnökember mindenbe beletörődő alakja. (Nem jutottunk valami messzire).
- A másik ilyen novella: a távoli északi szigeten dolgozó ornitológust meglátogatja régi szerelme. Az azóta megnősült, majd el is vált férfi a házában egy kis gyerekszobát is berendezett, „a hiány lenyomatát”, de a kislányukat soha nem engedné ide a másik országban élő anya. A dacos férfi pedig nem adja fel a távoli sziget szabadságát. (Apály).

A fenti leírások legfeljebb csak jelzik, de nem adják vissza a novellák tartalmi és hangulati gazdagságát. Az első novella igazi tartalma például a buddhista kolostor Dolma nevű beteg kislányának szinte reflex-szerű vonzódása az angoltanárnőhöz. Kátya története (Közel menni) sem csupán a kijevi felkelésről és a dokumentálásról szól, hanem hevenyészett kapcsolatáról is az újságíróval, ami abortusszal végződik. A Mintha az árnyékom lennél-ben pedig ott vannak az arab házigazdák, és ott van Lola, a hallgatag nigériai lány figurája is, akinél a brassói hegedűművésznő többre tartja magát, de rá kell jönnie, hogy lényegében ugyanolyan – ha nem is annyira – kiszolgáltatott.
Néhány történetet az utazás és megérkezés leírása vezet be. A táj- és helyzetleírásoknak szinte a történettel egyenrangú szerepe van némelyik novellában (pl. a kapcsolat óvatos újraéledése az Apályban, vagy a Nem jutottunk valami messzire aszályos földnyelve a tehenekkel). 
Ha csak utalásokban is, de megjelenik az elbeszélésekben a kor válsága: a dél-szláv háború emléke, a tankokkal őrzött magashegyi települések, a 2014-es kijevi események, a terület-„elcsatolás”.
A befejezések olykor különleges érzelmi töltést hordoznak és „megemelik” az egész elbeszélést: „…próbálom elkapni a szamár tekinetét.” (Akklimatizáció). „Gyere, menjünk vissza egy utolsó körre. Reggel azt mondjuk, tengeribetegség.” (Tengeribetegség).

## Recenziók
A könyvet a kritika elismeréssel fogadta. „Sokan még a harmadik kötetükkel sem jutnak el oda, ahonnan Vonnák Diána indul: egyedi hang, költői érzék, minden ízükben uralt eszközök, pillanatig sem túlhajtott fordulatok.” (Papp Sándor Zsigmond) – A kötet „…rendkívül eredeti. Különleges hangja van.” (Károlyi Csaba) – „…a tavalyi [2021] irodalmi termés legjavához tartozik.” (Bárány Tibor).
Radics Viktória: A könyv témája „a perifériák leszakadt világa… Akárhol barangol az írónő, mégis itt van, a közvetlen közelünkben – az idegen helyek valahol Ukrajnában, Kelet-Európában, Skóciában vagy akár a Himaláján mind a mi kelet-közép-európai mizériánkról is árulkodnak. Az idegenség, amit megír, a sajátunk.”
Mások is kiemelik a történetek egy részében az idegenség központi szerepét, sőt a Litera kritikája egyenesen Az idegenség könyve címen jelent meg. Ha van a kötetnek „majd’ az összes novellában visszatérő motívuma, akkor az idegenség, mert a szövegek szinte felében egy idegen szemével látunk egy közeget, egy világot.” (Modor Bálint)
„De miközben az idegenségről szólnak az elbeszélések, kirajzolódik még valami, koncepciózusan, és ezt most nem pejoratíve értem – mondja Gács Anna –, felvázol ez a kötet még valamit, és ez a nomád életnek, az állandó máshol levésnek a tapasztalata vagy életformája. Amit én is nagyon izgalmasnak tartok…” 
Puskás Panni ezt a máshol levést „átmenetiség”-nek nevezi. „Valahogy nekem ez az egész kötet kicsit erről szól. Hogy jöttem valahonnan, ahol szintén nem éreztem magam olyan otthonosan, meg megyek valahova, ahol szintén nem. Ez az elbeszélőknek is az attitűdje itt.”
Károlyi Csaba fontosnak tartja, hogy bár itt számos szegény, kiszolgáltatott alak szerepel, „semmiféle egzotikumot nem sugallnak, a leszakadásnak, a lepusztultságnak sincsen egzotikuma.”
A kritikusok szemléletének különbözőségére jó példa, hogy ugyanaz a novella (A tajgáig gyaloglok) Radics Viktória számára „a legjobban sikerült novella”, Gács Anna szerint viszont „kicsit bombasztikus, kevésbé érdekes.” 
A szövegek stílusáról egyébként viszonylag kevesebb szó esik. Papp Sándor Zsigmond „a kötet roppant finomsággal és érzékenységgel kidolgozott szövegei”-t említi, bár néha egy-egy novellába „több közhelyes íz költözik.” 
„A szövegeket erős sűrítés jellemzi… – írja Károlyi Csaba. – Ugyanakkor úgy érzem, néha rejtélyesebb a szöveg, mint ahogy optimális lenne.” 
Bazsányi Sándor „Vonnák rövid mondatos, értelmezésmentes leírásai”-ról ír és szövegeit alapvetően „szikár próza”-ként jellemzi, amelybe azért néhol „már-már bőbeszédűség – a kötet nyelvi-szemléleti állandójához mérten afféle dagályosság vegyül.”